# Chirat-l’Église
Chirat-l’Église – miejscowość i gmina we Francji, w regionie Owernia-Rodan-Alpy, w departamencie Allier.

## Demografia
Według danych na rok 1990 gminę zamieszkiwało 129 osób, a gęstość zaludnienia wynosiła 7 osób/km². W styczniu 2015 r. Chirat-l’Église zamieszkiwało 136 osób, przy gęstości wynoszącej 7,4 osób/km².